# Municipio de Kurtz
El municipio de Kurtz (en inglés: Kurtz Township) es un municipio ubicado en el condado de Clay en el estado estadounidense de Minnesota. En el año 2010 tenía una población de 293 habitantes y una densidad poblacional de 3,49 personas por km².

## Geografía
El municipio de Kurtz se encuentra ubicado en las coordenadas 46°45′42″N 96°43′50″O / 46.76167, -96.73056. Según la Oficina del Censo de los Estados Unidos, el municipio tiene una superficie total de 83.94 km², de la cual 83,94 km² corresponden a tierra firme y (0 %) 0 km² es agua.

## Demografía
Según el censo de 2010, había 293 personas residiendo en el municipio de Kurtz. La densidad de población era de 3,49 hab./km². De los 293 habitantes, el municipio de Kurtz estaba compuesto por el 94,88 % blancos, el 0,34 % eran afroamericanos, el 1,37 % eran amerindios, el 0,34 % eran asiáticos, el 1,02 % eran de otras razas y el 2,05 % eran de una mezcla de razas. Del total de la población el 2,05 % eran hispanos o latinos de cualquier raza.